# Арнара
Арна̀ра (на италиански: Arnara) е село и община в Централна Италия, провинция Фрозиноне, регион Лацио. Разположено е на 250 m надморска височина. Населението на общината е 2395 души (към 2010 г.).